# فرهنگ و آهنگ
فرهنگ و آهنگ مجله تخصصی موسیقی به زبان فارسی است که از دی ماه ۱۳۸۳ به مدیریت کیوان فرزین و سردبیری بهرنگ تنکابنی منتشر می‌شود. این مجله با نگاهی تحلیلی به رویدادها و جریان‌های مهم موسیقی ایران و جهان می‌پردازد.
تحریریه این نشریه به شکل شورایی اداره می‌شود و اعضای شورای نویسندگان آن متشکل از کیوان فرزین، کیاوش صاحب نسق، حسام گرشاسبی، علی مسعودی نیا، فرزانه ابراهیم زاده و صبا علیزاده است.
طراحی گرافیکی نشریه توسط فرهاد فزونی صورت می‌گیرد. مدیریت اجرایی فرهنگ و آهنگ نیز برعهده نشاط نوذری است.
مدیر مسئول و سردبیر این ماهنامه در جریان موج دستگیری روزنامه‌نگاران، فعالان سیاسی و وبلاگ‌نویسان در سال ۱۳۸۸ در ایران برای مدتی دستگیر شدند.